# Семмьо
Семмьо (яп. 宣命, せんみょう, «проголошення слів імператора») — імператорські укази (едикти), жанр ранньої японської літератури, що з'явився наприкінці 7 ст. н.е. Писалися як японською, так і китайською мовами.

## Особливості Семмьо
Семмьо, написані японською мовою, дійшли до нас у складі історико-мофологічного літопису Сьоку-ніхонґі («Продовження записів про Японію»), який був завершений у 797 р. і містив тексти 62 імператорських указів. Серед них найдавніший датується 697 роком.
Семмьо, написані китайською мовою, поділялися на два види:
- шьо:шьо (яп. 詔書, しょうしょ) — письмові імператорські укази, які складалися колективом відповідних чиновників і лише затверджувалися самим імператором;
- чьокуші (яп. 勅旨, ちょくし) — повеління, написані імператором власноруч, які спалювалися після виголошення їхнього змісту.

За доби Хейан і пізніше імператорські укази записувалися виключно китайською мовою офіційно-ділового стилю, а тому, на думку, фахівців, вже «не мали прямого зв'язку з художньою чи обрядово-культурною сферою японської культури».
До жанру художньої літератури семмьо відносять в першу чергу через їх міфопоетичний стиль, а також через численні риторичні прикраси, метафори, синтаксичні паралелелізми, синонімічні повтори тощо. Характерною для семмьо є ритміко-мелодійна структура окремих фрагментів чи указів в цілому.
Тематика семмьо була різноманітною: вступ нового імператора на трон, свята, призначення на посади, дарування титулів, покарання, попередження заколотникам тощо.

## Спосіб письма Семмьо-ґакі
У період Нара, коли деякі семмьо записувалися японською мовою, спосіб письма японської мови ще формувався, ще не було абеток хіраґана та катакана. Для запису японської мови використовували виключно китайські ієрогліфи.
В час як у цей час для запису японської мови китайські ієрогліфи використовували як носії значення, або як носії фонетичної оболонки, у семмьо і норіто наявний інший спосіб письма — семмьо-ґакі.
Його суть полягає у тому, що повнозначні частини мови записували ієрогліфами звичайного розміру (семантичне використання ієрогліфів), а службові частки та закінчення записували ієрогліфами меншого розміру (фонетичне використання ієрогліфів).
| Оригінал                                           | Тлумачення сучасною японською                                                                                   |
| -------------------------------------------------- | --- |
| 天皇 我 大命 良末等 宣 布 大命 乎 衆聞食 倍止 宣。 | 天皇（すめら）が大命（おほみこと）らまと宣（のりたま）ふ大命を 衆（もろもろ）聞食（きこしめさ）へと宣（のる）。 |